# Louis Guingot

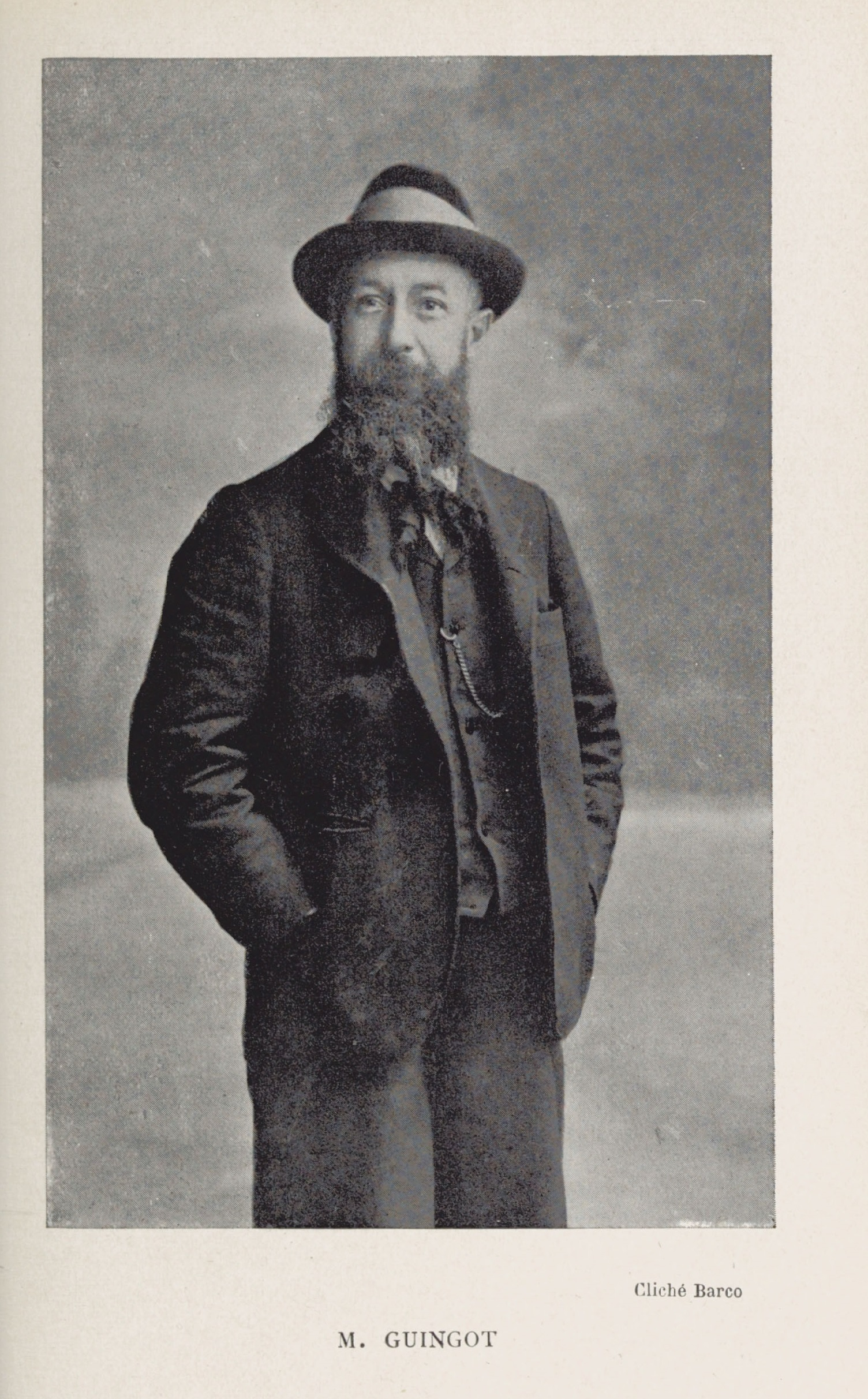
Louis Guingot (um 1930)

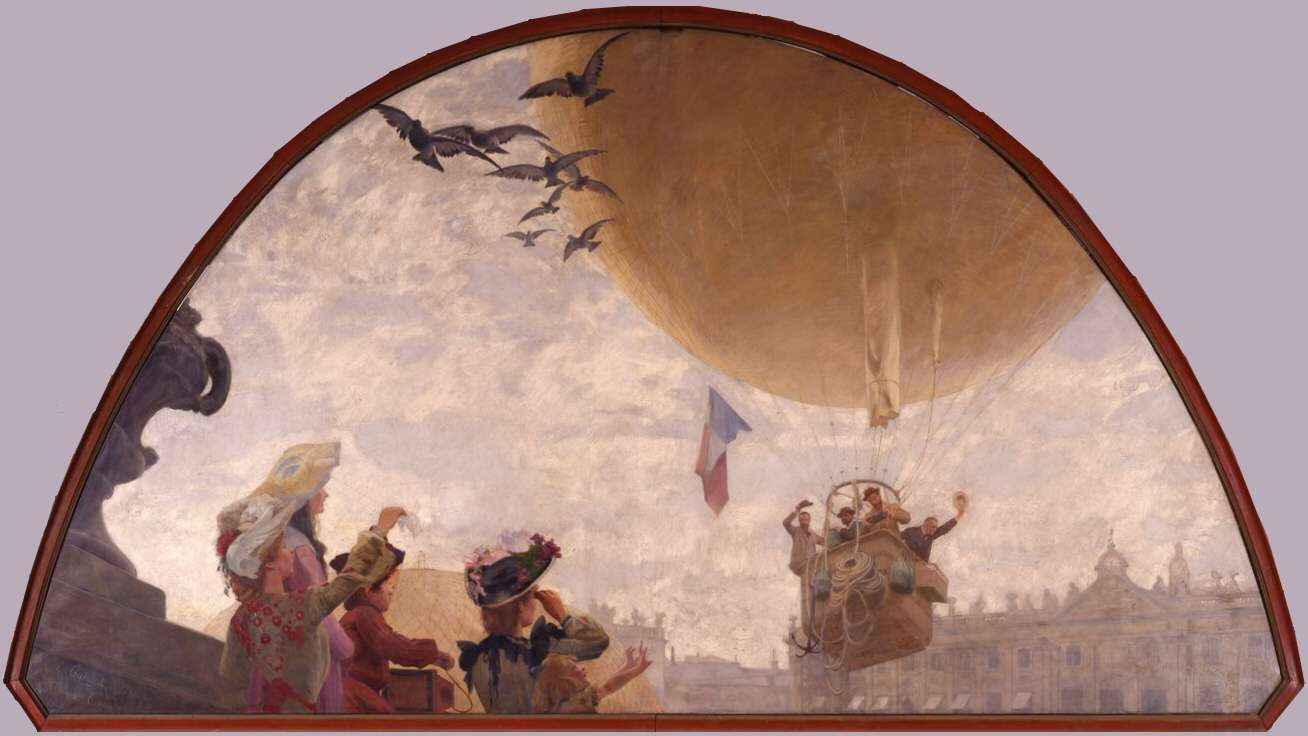
Ballonfahrt-Fresko im Musée des Beaux-Arts de Nancy (1902)

Louis Guingot (* 3. Januar 1864 in Remiremont, Lothringen; † 16. Dezember 1948 in Lay-Saint-Christophe bei Nancy, Lothringen) war ein französischer Kunstmaler und (Mit-)Erfinder gemusterter Tarnuniformen.

## Leben und Werk
Louis Guingot erhielt seine künstlerische Ausbildung ab dem Jahr 1880 an der École nationale supérieure des beaux-arts de Paris und an der École nationale supérieure des arts décoratifs. Dort wurde Pierre-Victor Galland, damals Direktor der staatlichen Gobelin-Manufaktur, auf ihn aufmerksam und beschäftigte ihn bei der Ausmalung des Pariser Panthéon und anderer Bauten. Nach seiner Eheschließung im Jahr 1892 wandte Louis Guingot sich nach Nancy, wo er Émile Gallé kennenlernte. Er erhielt Aufträge für die Ausmalung der Theater in Verdun, Lunéville und Bussang, der Kirche von Vaubexy, des Casinos von Vittel, der Brauerei von Charmes und der Decke des Rathauses von Épinal.
Angesichts hoher Verluste der französischen Armee zu Beginn des 1. Weltkriegs befasste er sich mit textilen Tarntechniken (camouflages) auf der Basis pflanzlicher Muster für Uniformen, deren Nutzen jedoch zunächst unerkannt blieb. Im Gegensatz zu anderen Ländern blieben die französischen Uniformen noch lange Zeit ohne Tarnmuster.

## Familie
Louis Guingot war verheiratet mit Marie Julie Lambert (1863–1944); die beiden hatten einen Sohn mit Namen Henri (1897–1952), der u. a. zahlreiche Kleinskulpturen aus Porzellan schuf, und eine Tochter mit Namen Marie Jeanne Élisabeth (1898–1986). Im Jahr vor seinem Tod schloss er am 10. Januar 1947 eine 2. Ehe.